# Ljubio sam anđela
Ljubio sam anđela je treći samostalni album hrvatskog glazbenika Jasmina Stavrosa, koji je izašao 1989. u izdanju diskografske kuće Jugotona. Album je pop žanra.

## Popis pjesama
Skladbe su aranžirali ....
- strana A

1. Maro, marice (glazba Rajko Dujmić - stihovi Stevo Cvikić)
2. Hej, da si vino (glazba Rajko Dujmić - stihovi Stevo Cvikić)
3. Dođi mi praznih ruku (glazba i stihovi Đorđe Novković)
4. Pjevali su, pjevali (glazba Đorđe Novković - stihovi Željko Pavičić)
5. Ne tjerajte kasnog gosta (glazba Zdenko Runjić/E. Silan - stihovi Marina Tucaković)

- strana B

1. Umoran sam (glazba Rajko Dujmić - stihovi Stevo Cvikić)
2. Ljubio sam anđela (glazba i stihovi Nenad Ninčević)
3. Ne krivi me sine (glazba Rajko Dujmić - stihovi Stevo Cvikić)
4. Dao bi' sto Amerika (glazba Nikica Kalogjera - stihovi Stevo Cvikić - aranžman Rajko Dujmić)
5. Pitaju me (glazba i stihovi Nenad Ninčević)

Pjesma Maro, marice je bila na Splitskom festivalu 1989. godine.
Kao vokal na ovom se albumu pojavio Tedi Bajić.
Uspješnice s ovog albuma su Maro, marice, Dao bi' sto Amerika, Ljubio sam anđela, Umoran sam, Hej, da si vino'.

## Vanjske poveznice
- Discogs
- Diskografija